# Sugar Kings de La Havane

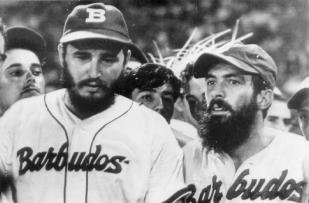
Fidel Castro, ancien lanceur et amateur de baseball, assistait régulièrement aux matches des Sugar Kings au Gran Stadium.

Les Sugar Kings de La Havane (Havana Sugar Kings en anglais) est un ancien club de baseball cubain, ayant évolué dans les ligues mineures de baseball nord-américaines, basé à La Havane, capitale de Cuba. Le club, de niveau triple-A et affilié aux Reds de Cincinnati, a évolué en Ligue internationale de 1954 à 1960. Il jouait ses matches à domicile au Gran Estadio del Cerro.

## Histoire
Le club est fondé en 1946, sous le nom des Cubans de La Havane, par Joe Cambria, observateur sportif (scout) des Senators de Washington. Le club joue à ses débuts en niveau C dans la Ligue internationale de Floride. En 1954, le club est racheté par Bobby Maduro, change de championnat pour passer en Ligue internationale et est rebaptisé Sugar Kings.
En 1960, lorsque le régime socialiste de Cuba nationalise les entreprises et abolit le sport professionnel, le club est forcé de déménager et s'installe à Jersey City, dans le New Jersey ; il est rebaptisé les Jerseys de Jersey City.

## Palmarès
Les Sugar Kings ont remporté la Coupe des Gouverneurs en 1959, face aux Virginians de Richmond.